# しゅくだいやる気ペン
しゅくだいやる気ペンとは、コクヨが2019年7月17日に発売したIoT文具である。いつも使っている 鉛筆に、動きを認識するアタッチメントを装着し、 スマートフォンと連動させることで、日々の努力を見える化する。プロダクトのキャッチコピーは、「かきたくなる。ほめたくなる。」

## 概要
しゅくだいやる気ペンは、小学校低～中学年向けに、子どもの家庭学習を取りかかりやすく、保護者には褒めやすくするきっかけを与え、親子の円滑なコミュニケーションを通して「やる気」を育むことをコンセプトにしている。
鉛筆を持って勉強に取り組んだ時間が「やる気パワー」と表現され、溜まった「やる気パワー」に応じてLEDの色が変化。また、アプリ内のキャラクターが力を得て、すごろく形式の「やる気の庭」を進むなど、子どもがついついやりたくなる仕掛けが多数盛り込まれている。一方、保護者にとっては、子どもの努力をカレンダーやグラフとしてひと目で確認でき、褒めるポイントを発見しやすいような工夫がなされており、「かきたくなる。ほめたくなる。」という「やる気習慣化サイクル」が回るような体験設計となっている。
コクヨの発表する事前モニター調査では、実際に「子どもが自ら家庭学習をするようになった」が約8割、「子どもをほめる回数が増えた」が約9割との回答が得られている。
2016年からプロジェクトをスタートし、プロトタイプの開発が行われている。
当初のコンセプトは、共働き世帯に向けた「見守りツール」（子どもを遠くから監視するツール）であった。
2018年には、クラウドファンディングにより一般の親子を招いた試作体験会を実施するなど、開発段階でユーザーの意見を広く取り入れる方式を採用している。

## 沿革

### 2016年
- 企画スタート[5]

### 2018年
- 「しゅくだいやる気ペン（仮）」として、開発に着手[5]
- クラウドファンディングサービス「READYFOR」にて、プロジェクトを公開[7]
- 「ひみつの企画会議」という名の試作体験会を実施[8]

### 2019年
- 7月　「しゅくだいやる気ペン」＜iOS専用モデル＞発売[1]

### 2020年
- 3月 しゅくだいやる気ペン＜iOS・Android™両対応モデル＞発売[9]
- 3月 Android版アプリを公開[4]
- 3月 “親子の学び”を応援するメディア「かきほめノート」 開設[10]
- 3月 Twitter アカウント開設[4]
- 6月 JAMSTEC （海洋研究開発機構） とコラボレーション 「うみのふしぎの庭」公開[11]
- 7月 やる気のひみつ探求メディア「しゅくだいやる気チャンネル」 開設[4]
- 9月 国内最大級の学習教材フリーサイト「ちびむすドリル」とコラボレーション オリジナル学習ドリルの無料ダウンロードを開始[12]
- 12月 日経MJ「2020年ヒット商品番付」西の前頭に選出[4]

## 受賞歴
- 2018年11月 総務省「異能vation」ジェネレーションアワード受賞
- 2019年09月 「ACC」クリエイティブイノベーション部門シルバー受賞
- 2020年01月 「JIDAデザインミュージアムセレクション vol.21」に選定
- 2020年03月 「Impress DX Awards 2019」（エッジコンピューティング＆デバイス部門）準グランプリ受賞
- 2020年08月 「第14回キッズデザイン賞」（子どもたちの創造性と未来を拓くデザイン部門）受賞